# Maymanak
Maymanak es una localidad de Uzbekistán, en la provincia de Kashkadar.
Se encuentra a una altitud de 325 m sobre el nivel del mar. 

## Demografía
Según estimación 2010 contaba con una población de 17 830 habitantes.